# کیوشی سکیگوچی
کیوشی سکیگوچی (انگلیسی: Kiyoshi Sekiguchi؛ زادهٔ ۱۵ ژانویهٔ ۱۹۶۹) بازیکن فوتبال اهل ژاپن است.